# Lengpui
Lengpui là một thị trấn thống kê (census town) của quận Mamit thuộc bang Mizoram, Ấn Độ.

## Nhân khẩu
Theo điều tra dân số năm 2001 của Ấn Độ, Lengpui có dân số 2423 người. Phái nam chiếm 51% tổng số dân và phái nữ chiếm 49%. Lengpui có tỷ lệ 80% biết đọc biết viết, cao hơn tỷ lệ trung bình toàn quốc là 59,5%: tỷ lệ cho phái nam là 81%, và tỷ lệ cho phái nữ là 78%. Tại Lengpui, 17% dân số nhỏ hơn 6 tuổi.